# Honda Orthia
 (juillet 2022).
Si vous disposez d'ouvrages ou d'articles de référence ou si vous connaissez des sites web de qualité traitant du thème abordé ici, merci de compléter l'article en donnant les références utiles à sa vérifiabilité et en les liant à la section « Notes et références ».
Le Honda Orthia est un break compact fabriqué par le constructeur automobile japonais Honda de 1996 à 2002. Il sert de base à un dérivé break utilitaire, le Honda Partner de première génération, fabriqué de 1996 à 2006. Ces deux modèles sont uniquement commercialisés au Japon.

## Présentation
Le Honda Domani est révélé en février 1996. Basé sur la sixième génération de Honda Civic, il est présenté par Honda comme un Sport Utility Wagon, crossover d'un SUV et d'un wagon (break).
Comme la plupart des modèles des constructeurs japonais, il est proposé en deux ou quatre roues motrices.
Un restylage intervient en juin 1999.
Le Orthia cesse d'être produit en janvier 2002.

## Honda Partner
Le Honda Orthia donne naissance au Honda Partner de première génération, un break utilitaire présenté en mars 1996.

Celui-ci est fabriqué jusqu'en mars 2006, date à laquelle il laisse sa place au Honda Partner II, basé sur le Honda Airwave.

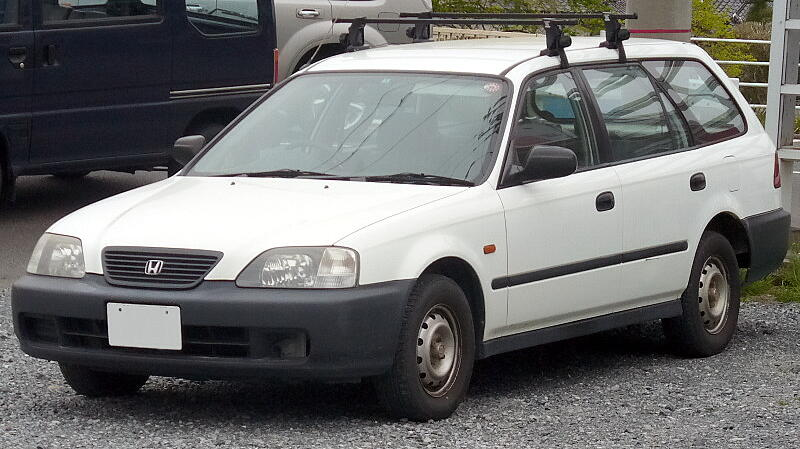
Honda Partner  I
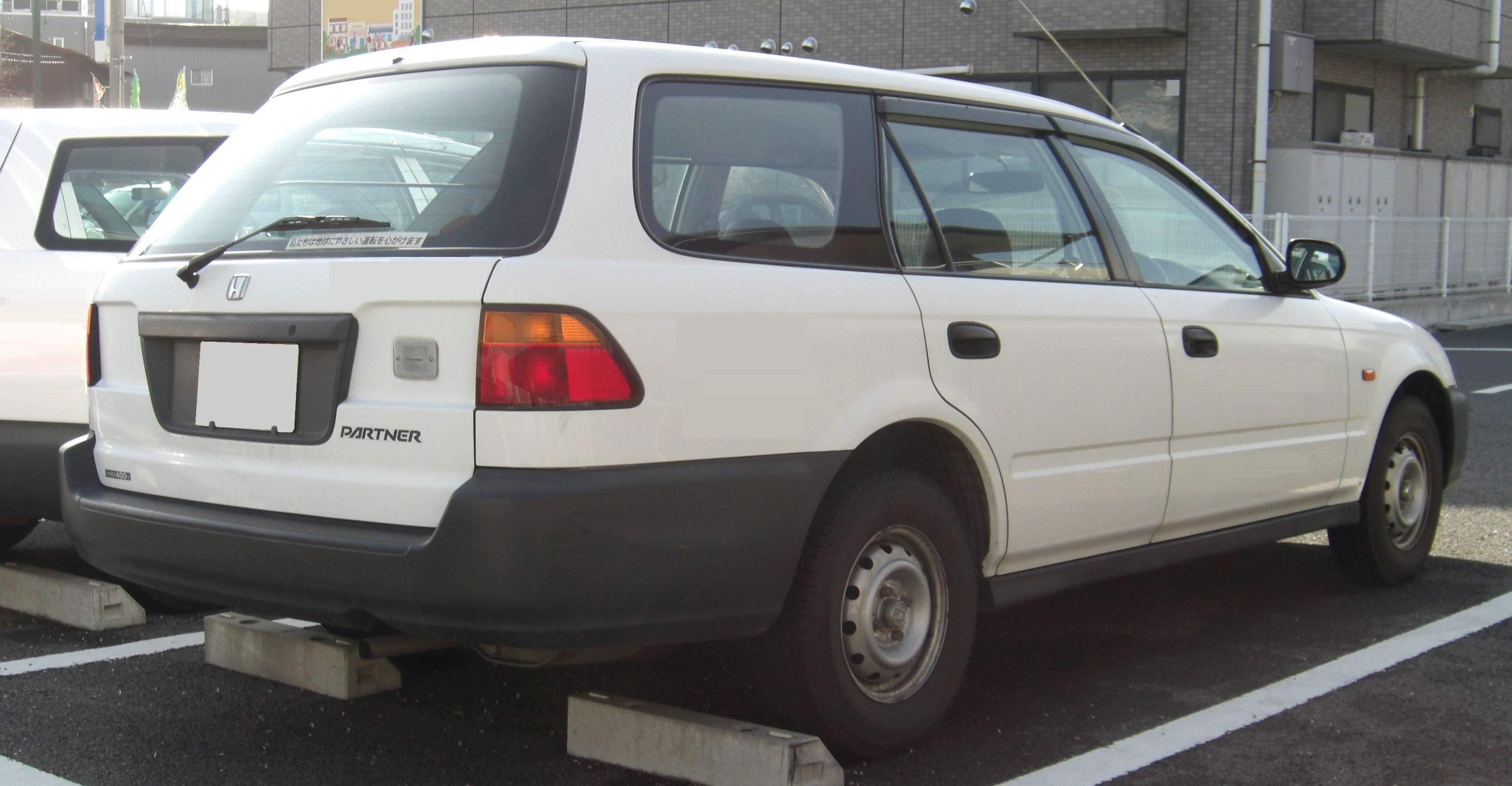
Honda Partner I